# Mantenedora
Mantenedora é a pessoa jurídica de direito público ou privado ou pessoa física que provê os recursos necessários para o funcionamento de outras entidades ou incubadoras.
O Poder Executivo é a entidade Mantenedora das instituições públicas de ensino. As pessoas jurídicas de direito privado, Mantenedoras de Instituições de Ensino Superior, poderão assumir qualquer uma das formas admitidas em direito, de natureza civil ou comercial ou, ainda, poderão se constituir como fundações.
As Entidades Mantenedoras escolares, são os responsáveis pela instituição de ensino, quem administra a escola e quem comanda a mesma em sua parte "administrativa".
As entidades escolares são concessões do poder público e por ele supervisionadas.